# Phạm Hồng Hiên
Phạm Hồng Hiên (tiếng Trung: 范鴻軒; sinh ngày 5 tháng 9 năm 1946), tên tiếng Anh: Fan Hung-hsuan, là một nam diễn viên người Đài Loan đạt được thành công và nổi tiếng khắp Đông Á và Đông Nam Á với việc khắc họa hình tượng nhân vật Công Tôn Sách trong bộ phim truyền hình dài tập Bao Thanh Thiên bản năm 93.

## Danh sách phim đã đóng

### Phim điện ảnh
| Năm  | Tựa tiếng Anh                      | Tựa tiếng Hoa  | Vai diễn    | Chú thích |
| ---- | ---------------------------------- | -------------- | ----------- | --------- |
| 1975 | Little Sister-in-law               | 小姨懷春       |             |           |
| 1976 | Love Competition                   | 男歡女愛       |             |           |
| 1976 | China Armed Escort                 | 保鑣           |             |           |
| 1979 | Drunk Fish, Drunk Frog, Drunk Crab | 醉魚醉蝦醉螃蟹 |             |           |
| 1980 | The Story of Daniel                | 丹尼爾的故事   |             |           |
| 1980 | The Tragic Explosion               | 撫遠街大慘案   |             |           |
| 1981 | My Cape of Many Dreams             | 夢的衣裳       | Sang Er-kai |           |
| 1995 | No Justice for All                 | 真相           |             |           |
| 2019 | Black Detective Bao Zheng          |                |             |           |

### Phim truyền hình
| Năm  | Tựa tiếng Anh/Việt                  | Tựa tiếng Hoa  | Vai diễn                | Chú thích |
| ---- | ----------------------------------- | -------------- | ----------------------- | --------- |
| 1985 | Silang and Zhenping                 | 四郎與真平     | Lin Dashan              |           |
| 1986 | Lovers Under the Rain               | 煙雨濛濛       | Adjutant Li             |           |
| 1987 | Deep Garden                         | 庭院深深       | Kao Li-te               |           |
| 1987 | Xishi                               | 西施           | King Goujian of Yue     |           |
| 1988 | Eight Thousand Li of Cloud and Moon | 八千里路雲和月 | Emperor Gaozong of Song |           |
| 1988 | One Side of the Water               | 在水一方       | Tso Shih-hsien          |           |
| 1989 | A Courageous Clan: Mu Guiying       | 一門英烈穆桂英 | Emperor Zhenzong        |           |
| 1990 | Wan-chun                            | 婉君           | Chou Tsung-ting         |           |
| 1990 | Mute Wife                           | 啞妻           | Fang Shixuan            |           |
| 1992 | The Book and the Sword              | 書劍恩仇錄     | Yu Wanting              |           |
| 1993 | Bao Thanh Thiên                     | 包青天         | Công Tôn Sách           |           |
| 1994 | The Seven Heroes and Five Gallants  | 七俠五義       | Zhao Defang             |           |
| 1994 | Heavenly Ghost Catcher              | 天師鍾馗       |                         |           |
| 1994 | Legend of Liu Bowen                 | 劉伯溫傳奇     | Hongwu Emperor          |           |
| 1995 | Justice Bao                         | 新包青天       | Công Tôn Sách           |           |
| 1996 | Dream of the Red Chamber            | 紅樓夢         | Jia Zhen                |           |
| 1997 | 700 Million Brides                  | 七億新娘       |                         |           |
| 1998 | Thunderstorm Rider                  | 霹靂菩薩       |                         |           |
| 2000 | Return of Judge Bao                 | 包公出巡       | Công Tôn Sách           |           |
| 2003 | Pawnshop No. 8                      | 第8號當舖      |                         |           |
| 2004 | Winner Takes All                    | 野球風雲       |                         |           |
| 2004 | Taiwan Tornado                      | 台灣龍捲風     |                         |           |
| 2005 | The Golden Ferris Wheel             | 金色摩天輪     |                         |           |
| 2006 | The Success Story of a Formosa Girl | 寶島少女成功記 | Lin You-liang           |           |
| 2006 | Unique Flavor                       | 天下第一味     |                         |           |
| 2008 | Justice Bao                         | 包青天         | Công Tôn Sách           |           |
| 2009 | Roseate-Love                        | 紫玫瑰         |                         |           |
| 2010 | Justice Bao                         | 包青天         | Công Tôn Sách           |           |
| 2015 | The World of Love                   | 天地情緣       | Yuan Yougong            |           |